# 女子学院中学校・高等学校
女子学院中学校・高等学校（じょしがくいんちゅうがっこう・こうとうがっこう、英語: Presbyterian Girls' School）は、東京都千代田区一番町に所在し、中高一貫教育を提供する私立女子中学校・高等学校。
高等学校において生徒を募集しない完全中高一貫校。
キリスト教プロテスタントカルヴァン派長老派教会のミッションスクール。明治初期に宣教師や日本人キリスト教徒によって建てられた女子中等教育校の一つである。

## 概要
女子学院はいくつかの学校から統合してできた学校である。1870年設立のA六番女学校、1874年設立のB六番女学校、1876年設立の櫻井女学校が改称、統合し、1890年に「女子学院」として発足した。
また、同年、現在地に校舎を新築移転し、私立の高等女学校としてでなく、国による制約を受けない各種学校として発足した。各種学校では高等教育機関への入学資格が得られないため、女子学院は、5年間の「本科」の上に「高等科」を設置し、独自に高等教育を行った。なお、その高等科が母体となって、東京女子大学が設立された経緯がある。初代院長は矢嶋楫子。
校名の一部に「女子学院」を冠する学校は多くあるが、校名が単体である唯一の学校である。
制服の着用義務はなく、自由な校風とされる。創立以来の朝の礼拝を特色にもつ。
プロテスタントのミッションスクールであり、週5日制を踏襲している。そのため、2月1日が日曜日である年では、首都圏で中学受験の受験者が大きく増減する（サンデーショック）要因の代表的な学校の一つである。

## 沿革
1870年（明治3年）、ジュリア・カロザース（C・カロザースの妻）により、築地居留地六番にA六番女学校が設立された。その後、原胤昭に引き継がれて原女学校となった。
1874年（明治7年）、ミス・ヤングマンとミス・パークが同じ築地居留地六番地にB六番女学校を設立。その後、居留地四十二番に移転して新栄女学校となった。
1876年（明治9年）、櫻井ちかが麹町に櫻井女学校を設立。櫻井が夫の函館赴任に伴い北海道に去ると、メアリー・トゥルーが経営を引き受け、矢嶋楫子が校主（現在の校長と理事長を兼ねた職）代理となり同校を支えた。
1878年（明治11年）に原女学校と新栄女学校が合併。さらに1890年（明治23年）に櫻井女学校と合併して校名を「女子学院」に改め、現在地に校舎を新築移転、矢嶋楫子が初代院長となった。

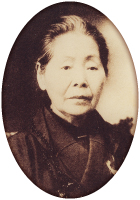
女子学院初代院長矢島楫子

創立記念日の10月24日は、櫻井ちかが女学校設立の許可を東京府から得た日である。

### 略歴
- 1870年（明治3年） - A六番女学校設立。
- 1874年（明治7年） - B六番女学校設立。
- 1876年（明治9年） - A六番女学校、B六番女学校がそれぞれ原女学校、新栄女学校に改称。櫻井女学校設立。
- 1878年（明治11年） - 原女学校と新栄女学校が合併（校名は新栄女学校）。
- 1890年（明治23年） - 櫻井女学校と合併し「女子学院」に改称。現在地に移転。
- 1920年（大正9年） - 高等科（現在の大学教育に相当）を東京女子大学に統合。以後、中高一貫校として今日に至る。

## 校歌
- 作詞：別所梅之助、作曲：岡野貞一

歌詞は5番まで存在する。作詞者の別所梅之助は明治末から大正期にかけて女子学院で国語を教えていた。

## 制服
女子学院には、毎日着用義務のあるものとしての「制服」があったが、1972年（昭和47年）に廃止された。この制服は、冬服は紺色の上下共布のセーラー服で、胸のスカーフのリングに「JG」の飾り文字が入り、袖に、アメリカ合衆国の国章からとった「鷲」のロゴが入ったものだった。夏服は上は身頃が白で、ロゴが紺色となり、冬服とネガポジが逆転する形となっていた。胸には、緑色の横長三角形で中に「JG」の文字を入れたペナントのような型の校章バッジをつけ、スカーフの色は赤が中学、紺が高校で、中学と高校を見分けられるようになっていた（このほかの学年章のようなものは無かった）。ただし儀式のときは白のスカーフを着用する規定であった。
生徒に愛着を持って着用されていた女子学院の「制服」であったが、当時、学校の経営陣の間にあった内紛で「自由化派」が勝利し、それを象徴する指導方針の変更として、上から「制服廃止」が通告され、女子学院の生徒たちに制服の着用義務がなくなった。
また、この変化の背景には1969年（昭和44年）11月に一部生徒によってなされたバリケード封鎖と全学集会（大島孝一院長と教師参加）がある。そこで出された五項目、中でも (1) 「習う」から「学ぶ」への転換（主体性の重視） (4) 「相対評価」から「絶対評価」へ（教育における個性の尊重）、がある。
この提起によって当時の女子学院に被せられた名門受験校という現実を見直し、元々の女子学院における歴史と精神の想起がなされた（「装飾のために学ぶのではなく、人として起つべき道を知るために勉強するのだ」三谷民子）。
この結果、1971年（昭和46年）6月、大島孝一院長から父兄宛文書で、「制度」としての服装規定の廃止が表明された。そこで大島院長は、「いったい服装は個性をもって選びとるものであり、機能に応じて用い方を工夫すべきものであって」「そのことがひとつの教育であると考えます」と、自己によって選びとることの重視であることを説明した。
だが、この上意下達の方針変更にも拘らず、多くの生徒の心情の中でこのセーラー服への愛着がやむことはなく、これを自主的に着用する気風が生徒の間に連綿と続いている。
今でも指定洋服店が女子学院の「制服」とされていた時と同じ伝統の型のセーラー服を製造・販売している。これは、女子学院中学の正規合格者ないし現役の生徒であることの証明がないと購入できず、事実上の学校の「準制服」という地位にある。

## 著名な出身者

### 政治・経済
- 金子みつ - 元衆議院議員、元日本社会党副委員長、元東京大学医学部助教授、キリスト教功労者
- 新藤加菜 - 港区議会議員、動画配信者、ネットアイドル
- 桑原幸子 - 元国連環境計画バーゼル条約事務局長、元国際連合法務局首席法務官
- 水鳥真美 - 日本人女性初の国連事務総長特別代表 / バラク・クシュナーケンブリッジ大学教授の妻
- 大塚玲奈 - 国連開発計画環境専門官、ダボス会議グローバル・シェーパーズ・コミュニティ選出
- 白石和子 - 外務省参与、女性・人権人道担当兼北極担当大使、駐リトアニア大使
- 小野日子 - 外務報道官、内閣広報官、外務省経済局長 / 小野啓一外務審議官の妻
- 日向寺裕芽子 - 財務省国際局地域協力調整室長
- 植村環 - 女性運動家・牧師、日本キリスト教会・柏木教会設立者、元日本YWCA会長 / 植村正久牧師の子
- 久布白落実 - 女性運動家・牧師（キリスト教婦人運動家）、藍綬褒章 / ジャーナリスト徳富蘇峰の姪
- 葛城奈海 - 政治活動家、予備自衛官、予備役ブルーリボンの会幹事長
- 鳩山薫 - 教育者、共立女子学園創立者・元理事長、元共立女子大学学長 / 鳩山一郎の妻
- 渡辺道子 - 戦後初の女性弁護士、元日本女性法律家協会会長、元日本YWCA理事長

### 学術
- 白田佳子 - 会計学、茨城大学監事、元東京国際大学特命教授、法務省法制審議会委員、東京国税局土地評価審議会会長、元筑波大学教授、元日本学術会議会員経営学委員長、元アジア学術会議事務局長、
- 池田弘子 - ソプラノ歌手、名古屋芸術大学名誉教授
- 野口貴公美 - 行政法、一橋大学副学長 / 野口悠紀雄一橋大学名誉教授の子
- 青山千春 - 水産学、東京海洋大学准教授 / 青山繁晴の妻
- 江川雅子 - 経営学、一橋大学教授、成蹊学園学園長
- 玉蟲敏子 - 美術史、武蔵野美術大学教授
- 山脇百合子 - 英文学、実践女子大学名誉教授、元日本ギャスケル協会会長 / 童話作家横山美智子の子
- 吉澤夏子 - 社会学、立教大学教授 / 大澤真幸京都大学教授の元妻
- 櫻井敬子 - 行政法、学習院大学教授
- 板坂則子 - 日本文学、専修大学教授 / 池田和臣中央大学教授の妻
- 高松瑞代 - 情報学、中央大学教授
- 中條美和 - 政治学者、津田塾大学准教授

### 文芸・芸術
- 福田英子 - 小説家
- 吉行理恵 - 小説家 / 芥川賞
- 幸田文 - 小説家
- 芦沢央 - 小説家
- 和田夏十 - 脚本家 / 市川崑の妻
- 岸本佐知子 - 翻訳家
- 稲垣美晴 - 翻訳家
- 秦早穂子 - 映画評論家、随筆家
- 池田蕉園 - 画家
- 辛酸なめ子 - 漫画家、タレント
- 須田さぎり - 漫画家
- 今日マチ子 - イラストレーター、ライター
- 一ノ瀬トニカ - 作曲家

### 芸能
- 志賀暁子 - 俳優
- 吉行和子 - 俳優
- 斉藤美和 - 女優
- 荒木道子 - 俳優
- 宮崎恭子 - 俳優、脚本家 / 仲代達矢の妻、無名塾創設者
- 宮園純子 - 俳優 / 中途退学。
- 古川美有 - モデル
- 黒木香 - 元AV女優
- 木村美紀 - タレント、ファッションモデル、作家、薬学者
- 大原ますみ - 俳優、宝塚歌劇団卒業生
- 宮田麻里乃 - 元タレント、元キャスター / 女子学院中学2年時に中途退学（成城学園高に転校)。高校2年時にミス日本。
- 池田瑛紗 - アイドル（乃木坂46）[要出典]
- 塩塚モエカ - アーティスト（羊文学）

### マスメディア
- 須磨佳津江 - 元NHKアナウンサー、フリーアナウンサー
- 原麻里子 - 元テレビ朝日アナウンサー、フリーアナウンサー、社会人類学者
- 島津有理子 - 元NHKアナウンサー、フリーアナウンサー、医師
- 膳場貴子 - 元NHKアナウンサー、フリーアナウンサー
- 馬場典子 - 元日本テレビアナウンサー、フリーアナウンサー
- 徳島えりか - 日本テレビアナウンサー
- 合原明子 - NHKアナウンサー
- 和久田麻由子 - NHKアナウンサー
- 石橋亜紗 - NHKアナウンサー
- 庭野めぐみ - 日本テレビ解説委員
- 高妻由美 - 元テレビ岩手アナウンサー
- 國本未華 - 気象予報士
- 今泉みね子 - 環境ジャーナリスト

### その他
- 石破佳子 - 内閣総理大臣夫人
- 今井通子 - 医師、登山家、女性初のアルプス三大北壁登攀
- 菊地涼子 - 宇宙飛行士
- 有元葉子 - 料理研究家

## 関連人物
- メアリー・トゥルー（Maria T. True 1840年－1896年）- 女性宣教師。1874年（明治7年）来日。初め横浜で伝道に従事し共立女学校に勤務、のち東京に移り原女学校、新栄女学校、桜井女学校に勤めた。
- 矢嶋楫子 - ツルーとの出会いをきっかけに新栄女学校の教師となる。その後、櫻井女学校の校主代理となり、「女子学院」の発足に伴い初代院長となった。
- 櫻井ちか - 桜井女学校の創設者
- 井深花 - 数学・物理・化学担当教授（1900 – 1930年）。旧名、大島はな。井深梶之助の後妻。後に、神戸女学院・東京女子大学各理事。
- オーガスト・カール・ライシャワー - 1920年-1927年院長、東京女子大学、日本聾話学校を創設、駐日アメリカ合衆国大使エドウィン・O・ライシャワーの父